# Pokoj v krajině (Modrava)

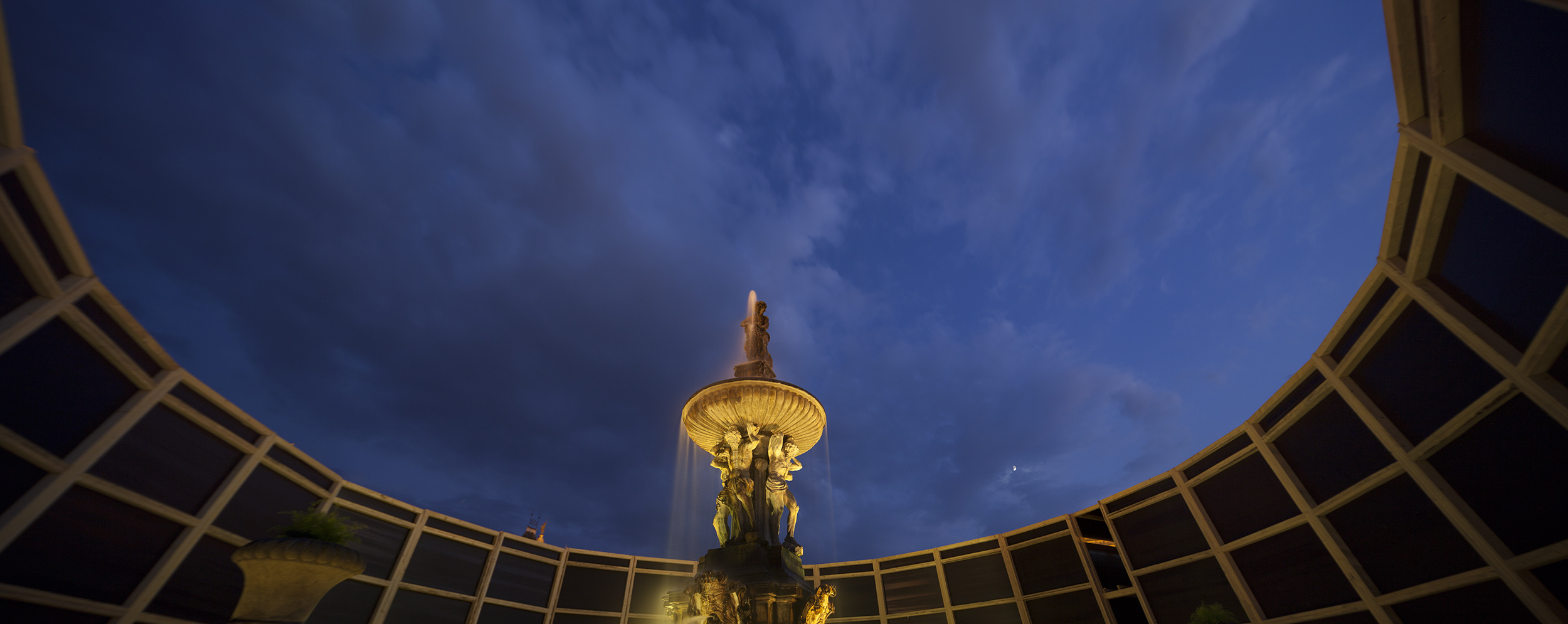
Dílo „Vnímání“ vystavené na náměstí Přemysla Otakara II. v Českých Budějovicích na podzim 2016

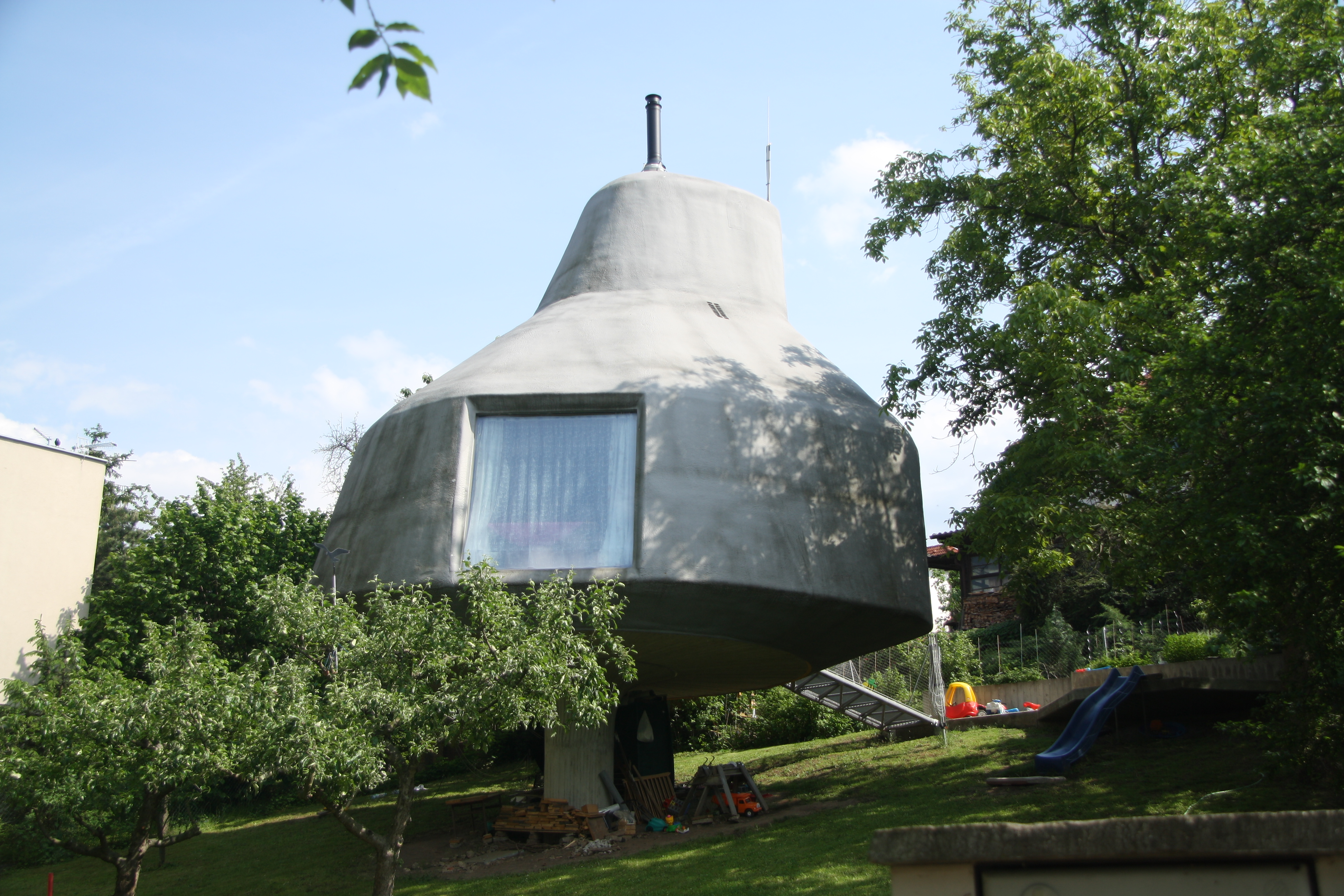
Celkový pohled na vilu v ulici K Rokytce 1686 v Praze–Kyjích; „Dům v sadu“

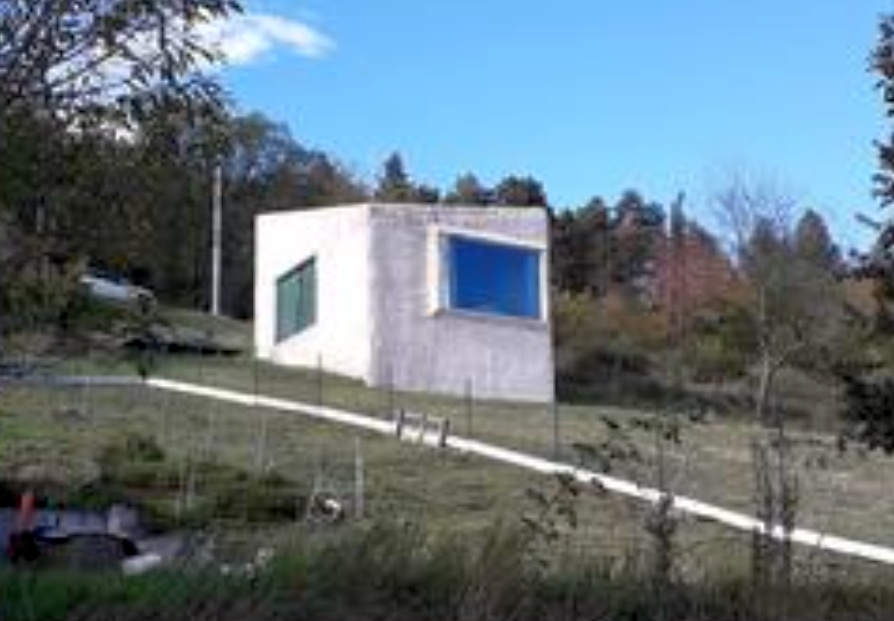
2000–2009: „Vila Hermína“, Černín

Pokoj v krajině je kovová instalace stavby nebo soch pod širým nebem na šumavské Modravě (okres Klatovy, Plzeňský kraj) navozující dojem „venkovního obývacího pokoje“. Deset kovových křesel s trojicí stolků na platformě je označováno také jako „odpočinkové místo“ (odpočívadlo), neboť poskytuje turistům celoročně volně přístupné pohodlné posezení, doplněné i emoční simulací komfortu obývacího pokoje obklopeného krajinou, přírodou a čerstvým horským vzduchem. Tento „objekt klidového místa“ se nachází několik metrů za severním okrajem centrálního parkoviště v šumavské obci Modrava u soutoku Modravského potoka a Roklanského potoka tam, kde vzniká řeka Vydra. Autorem návrhu z roku 2009 je český architekt Jan Šépka. Instalace objektu na místo určení proběhla na podzim roku 2010.

## Podrobněji

### O projektu
Projekt vznikl na základě zadání obce Modravy a Správy Národního parku Šumava a byl od samého počátku navrhován v úzké spolupráci s dodavatelem a statikem.
Základní ideou „pokoje v krajině“ je zamyšlení nad tím, kde končí anebo začíná krajina a naopak, kde je hranice teritoria, jež si vymezuje člověk. Návštěvník „pokoje v krajině“ sice vstupuje do určitého simulovaného komfortu obývacího pokoje, ale přitom stále zůstává obklopen přírodou v jeho bezprostředním okolí.

### Popis
Objekt představuje mobilní (do podkladu neukotvenou) nízko nad terénem situovanou pochozí zpevněnou plochu (platformu) inspirovanou rostlinnou formou listu. Nepravidelnost výšek terénu, na němž je platforma pouze „položena“, je vyrovnávána devíti nezávislými, výškově nastavitelnými (rektifikovatelnými) opěrami. Sestava („list“) zabírá plochu asi 6 x 3 metry a je rozdělena do dvou čtverců a devíti trojúhelníků. Jednotlivé díly pochozí plochy jsou vyrobeny ze standardně prodávaných pororoštových dílů o rozměrech 2 x 3 metry, které jsou kladeny na ocelové profily. Společně s tvarem listu vytváří dojem „obytného pokoje“ i přítomnost deseti venkovních křesílek a tří stolků volně přemístitelných po „podlaze pokoje“.
Všechny díly objektu byly vyrobeny předem v dílně a jednotlivé dílce platformy byly na místě instalace smontovány během jediného dne. Celý objekt je navržen s maximální mírou transparentnosti z materiálů odolných šumavským povětrnostním podmínkám. Stolky i křesla jsou stejně jako „podlaha pokoje“ masivní, aby odolaly nejen šumavskému klimatu, ale i případnému nešetrnému zacházení ze strany návštěvníků. Jsou zhotoveny z ohýbaných drátů a dostatečně hmotné – jedno křeslo má hmotnost asi 40 kilogramů, stolek o něco více.
Původní návrh „pokoje v krajině“ počítal s tím, že po obvodu „podlahy“ pokoje budou (kolmo k platformě) rozmístěny čiré plexisklové desky, na nichž budou umístěny informační panely a které zároveň budou poskytovat dočasným „hostům v pokoji“ i příjemné závětří. Na fotografiích odpočinkového místa ze začátku června 2011 jsou transparentní plexisklové desky jasně patrné, ale v době pořizování úvodní fotografie (rok 2014) již v reálné instalaci v terénu chyběly.

### Názory veřejnosti
V době studie a realizace tohoto projektu (roky 2009 až 2010) se rovněž počítalo s tím, že na území Národního parku Šumava (konkrétně v okolí Modravy) budou následně (v roce 2011) instalována tři obdobná odpočinková místa (rovněž zhotovená z těžkých ocelových pozinkovaných profilů) s informacemi pro návštěvníky a turisty. Počítalo se s tím, že jejich návrhem bude pověřena architektonická projekční kancelář „Šépka architekti“.
- Další klidové místo mělo dle záměru vyrůst (v roce 2011) ve Filipově Huti a to v místě, odkud je panoramatický výhled na šumavský hraniční horský pás, jemuž dominuje bavorská hora Roklan.[7][3]

- Další odpočívadlo pak mělo být umístěno asi 3 km severozápadním směrem od Modravy v oblasti zaniklé samoty Rybárna (dnes je v místě bývalé lesovny a hájovny soukromý rekreační objekt) v údolí Roklanského potoka v nadmořské výšce 1 000 m na červeně značené turistické cestě vedoucí z Modravy na Javoří Pilu.[7][3]

- Záměrem tehdejšího vedení Modravy bylo do třetice pokusit se prosadit umístění dalšího takovéhoto klidového místa do oblasti turisticky atraktivní samoty Březník v údolí Luzenského potoka asi 7,5 km jihovýchodně od Modravy v nadmořské výšce mezi 1 150 až 1 170 m.[7] V této lokalitě ale nemá Modrava vlastní pozemek a odpočívadlo by tak muselo být umístěno na území pod správou Národního parku Šumava.[3]

Realizace kovových odpočinkových zón ve volné přírodě nebyla tehdy (roky 2009, 2010) obecně dobře přijímána ze strany odpovědných funkcionářů z oddělení ochrany ekosystémů Správy NP Šumava. Ti preferovali jako materiál především dřevo, ale byli ochotni tolerovat použití kovu nanejvýše v zastavěném území, pokud se jedná o obecní pozemek a pokud místně příslušný stavební úřad posoudil, že na instalaci objektu není potřeba povolení jako na stavbu.
Zvolené místo pár metrů od centrálního parkoviště na Modravě bylo realizováno jako první a stalo se okamžitě centrem pozornosti. Konzervativní (menšinová) část návštěvníků Šumavy takto neotřele působící odpočívadlo (přezdívané jako „obývák“) přijala s nelibostí, protože preferuje spíše klasickou tj. rustikální podobu obdobných posezení již realizovaných v NP Šumava a to na základě premisy, že v žádném národním parku nejsou podobné „novoty“ přípustné. Naopak naprostá většina turistů si toto netradičně pojaté místo odpočinku v průběhu doby oblíbila a opakovaně jej při svých návštěvách Modravy využívá.

## Vybrané stavební a ekonomické údaje
- Lokalita: Modrava, Šumava, Česko[4]
- Investor: obec Modrava zastoupená starostou Ing. Antonínem Schubertem[4]
- Autor: architektonický ateliér „Šépka architekti“ (Jan Šépka)[4]
- Dodavatel: Jaroslav Prošek; umělecké kovářství, zakázková kovářská a zámečnická výroba;[5] Zbečno u Křivoklátu (výroba dílů trvala 6 měsíců)[4]
- Projekt: rok 2009[4]
- Realizace: rok 2010[4]
- Cena za instalaci: 700 000 Kč[4][3]

## Ocenění
- 2012: Czech and Slovak Galvanizing Award 2012 za realizaci instalace „Pokoj v krajině“ v šumavské Modravě[9][8]
- 2012: Bronzová medaile na A'Design Award za židli a stůl (součást instalace „Pokoj v krajině“) v šumavské Modravě[9][8]